# John Paul White
John Paul White est un chanteur et parolier américain. Il formait avec la chanteuse Joy Williams le duo The Civil Wars qui remporta trois Grammy Awards pour quatre nominations.

## Biographie
White débute en solo à partir de 2008, avec l'album The Long Goodbye.
Peu de temps après il décide de former un duo avec la chanteuse Joy Williams sous le nom de The Civil Wars. Le duo remporte deux Grammy Awards en 2012 pour le meilleur Album et pour le Best country performance (duo ou groupe).
Le 5 août 2014, le groupe officialise sa séparation définitive après plusieurs mois de tensions.
Il continue depuis sa carrière en solo.

## Vie privée
White vit à Florence, en Alabama, avec sa femme et quatre enfants.

## Discographie

### Solo
- The Long Goodbye (2008)

### The Civil Wars
- Live at Eddie's Attic (2009)
- Poison & Wine (EP, 2009)
- Barton Hollow (2011)
- Live At Amoeba (2012)
- The Civil Wars (2013)